# بادکی (ارومیه)
بادکی، روستایی است از توابع بخش مرکزی شهرستان ارومیه و در شهرستان ارومیه استان آذربایجان غربی ایران.

## جمعیت
این روستا در دهستان روضه‌چای قرار داشته و بر اساس سرشماری سال ۱۳۹۵ جمعیت آن برابر با ۶۰۰۰ نفر (۱۶۰۰ خانوار) بوده‌است.